# 入交昭一郎
入交 昭一郎（いりまじり しょういちろう、1940年1月3日 - ）は、日本の実業家。本田技研工業（ホンダ）の副社長、セガの社長、旭テック社長などを歴任した。

## 経歴
高知県出身、神戸市育ち。灘高等学校、東京大学工学部航空工学科卒業。
父が航空機のエンジニアであったことから、子供の頃から航空機への関心が高く、大学もその関係で東大の航空工学科を選ぶ。大学では原動機（エンジン）の研究を専攻するが、戦後の日本における航空機産業の立ち遅れを目の当たりにして航空機のエンジニアになる夢をあきらめ、レース用のエンジンを作る方に関心が向くようになる。

### ホンダ時代
1963年本田技研工業に入社。同期には後にホンダの第4代社長となる川本信彦、同じく第5代社長となる吉野浩行（大学も同期）がいる。入交は研究所のレース設計課に配属され、いきなりロードレース世界選手権 (WGP) に出場する50ccレーサーのエンジン設計を任される。1966年には、この年からエンジン規定が変わったばかりのF1用のエンジン設計の責任者に抜擢され、ホンダ・RA273用の3000cc・V12エンジンを設計する。
その後は市販車用のエンジン開発を手がける一方で、低公害エンジンとして知られるCVCCエンジンの開発に関わり、1973年にはCVCCエンジンの技術供与のためにフォードに一時出向する。1974年には本田技術研究所の取締役に就任し、新たに二輪専用の研究所として設けられた朝霞研究所の事実上のリーダーに抜擢される。1978年には本田技術研究所の常務に昇格する一方で、前年に発表されたWGP復帰宣言に従いWGP・500ccクラスに参戦するための車として4ストロークエンジンのNR500の開発をスタートさせる。
1979年には39歳でホンダ本社の取締役に就任。マスコミからは「1兆円企業の30代取締役」、「将来の社長候補」として騒がれた。ホンダでは若くして役員に登用されながらも、重圧に耐えかねたり、あるいは自信過剰で社内外の反発を買い、傍系会社に去った役員も少なからずいた。そうした事実を踏まえ、入交を抜擢した社長の河島喜好から、「君はこれから一年間、マスコミと接触してはいけない」と厳命された。入交は河島との約束を忠実に守り、就任後1年間マスコミに登場することはなかった。1980年代前半においては二輪開発の総責任者として、俗に「HY戦争」と呼ばれたヤマハ発動機との間のバイク分野におけるトップシェア争いを指揮。1981年にはホンダ本社の常務に昇格。1982年にはWGPをはじめとする二輪レース参戦の統括会社として株式会社ホンダ・レーシング (HRC) を設立し初代社長となる。
1983年には研究所を離れ鈴鹿製作所の所長に就任。1984年には米国オハイオ州メアリーズビルの生産子会社であるHonda of America Manufacturing, Inc. (HAM) の社長となり、米国の自動車業界において「Mr.Iri」の通称で知られるようになる。1988年に帰国、翌1989年にはホンダ本社の専務に昇格、総務・管理・生産部門を担当する。1990年には川本信彦が社長に就任するのに伴い副社長に就任、同時に本田技術研究所の社長となる。しかしこの頃から徐々にホンダの経営方針を巡る川本と入交の対立が表面化し、1992年3月には副社長を辞任。この時期ストレスにより健康を害しており、辞任と同時に1ヶ月の入院生活を送る。同年6月には取締役も辞任、常任顧問となる。

### GM入社断念、セガ時代
1993年の年明け早々、当時欧州GM社長だったルー・ヒューズが来日し入交に接触。入交に欧州GM入りを打診する。その後交渉は順調に進み、GMの国際事業を統括する「GMインターナショナル」の生産担当副社長兼GM本社の上級副社長に就任する方向で一度は話がまとまるが、正式契約に至る直前で友人の堀紘一（当時ボストンコンサルティンググループ社長）にGM入りを止められる。
その後堀が、当時のセガ社長の中山隼雄に入交のセガ入りを打診し、中山が快諾。入交はGM入りをあきらめてセガに入社する決断を下し、同年4月にEK型シビックのデザインを承認したのを最後に正式にホンダを退社し、6月にはセガの副社長に就任する。セガでは研究開発・生産部門を担当し、特に1996年に発売されたセガサターン用のゲームソフト「サクラ大戦」では製作総指揮・プロデューサー代表を務め、サクラ大戦をセガの一大人気シリーズに育て上げる。
1998年にはセガの社長に昇格。ドリームキャストの開発を指揮しプレイステーションに対する巻き返しを狙う。しかし結果は振るわず、2000年6月にはドリームキャストの国内販売不振などで決算が3年連続赤字になった責任を取る形で副会長となる。結局同年12月にはセガを退社。
セガ在職中の1999年には、米国の自動車部品メーカーであるデルファイ・オートモーティブ・システムズの社外取締役に就任している。

### その後
セガ退社後は個人事務所として「有限会社入交昭一郎」を立ち上げた他、2001年1月にはゼンリン子会社のゼンリンデータコム取締役、同年4月にはフライシュマン・ヒラード・ジャパンのチーフストラテジスト、同年6月にはバンダイ系の玩具卸である株式会社ハピネットの取締役に就任。さらに自動車部品メーカーである旭テックの社長、会長を歴任した。

## エピソード
- 1965年には、レーシングドライバーで当時プリンス自動車の契約ドライバーだった生沢徹が所有していたホンダ・S600のチューニングを川本信彦らと共に行った。これは元々生沢と本田博俊（本田宗一郎の長男、無限創業者）が友人関係にあったことがきっかけだと言われている。本来ライバル企業のワークスドライバーである生沢の車をチューニングするだけでも問題であったが、入交らは会社（ホンダ）の倉庫から無断でワークスチーム用のパーツを持ち出して生沢車のチューニングに使用したために会社から咎められ、懲戒解雇寸前の状況に追い込まれた。その車は同年に船橋サーキットで行われた全日本自動車クラブ選手権に生沢のドライブで登場し、浮谷東次郎が駆るトヨタ・スポーツ800と激戦を繰り広げた。
- 2001年に発売されたゲームソフト「セガガガ」に登場するセガの「人交（ひとまじり）社長」は、入交がモデルである。
- 2024年には「NVIDIAを救った男」として、再び脚光を浴びた。1990年代、当時まだ新興ベンチャーの一社に過ぎなかったNVIDIAは、ドリームキャスト用GPU（俗に「NV2（英語版）」として知られる）をセガと共同開発する契約を結んでいたが、NVIDIA側の判断ミスなども重なりこの開発計画は途中で中止され、NVIDIAは一時倒産寸前の状態となった。これに対し当時セガの副社長（兼アメリカ法人の社長）だった入交は、NVIDIAのジェンスン・フアンからの求めに応じ500万ドルの追加出資を本社に要請し、役員会で可決される。これにより資金不足を解消したNVIDIAは1997年にNVIDIA RIVAシリーズを発表しヒットとなり窮地を脱し、後の大企業への足がかりを掴んだ（ちなみにセガの出資分の株式は、後に約1500万ドルで売却された。）[10]。